# جولاهای چندزنه
جولاهای چندزنه (نام علمی: Euplectes) نام یک سرده از تیره مرغ جولا است.

## گونه‌ها
- مرغ کشیش کاکل‌زری, Euplectes afer
- مرغ کشیش جلوآتشی, Euplectes diadematus
- مرغ کشیش سیاه, Euplectes gierowii
- مرغ کشیش سرخ بال‌سیاه, Euplectes hordeaceus
- مرغ کشیش سرخ شمالی or orange bishop, Euplectes franciscanus
- جولای سرخ or red bishop, Euplectes orix
- مرغ کشیش سرخ زنگبار, Euplectes nigroventris
- مرغ کشیش پشت‌طلایی, Euplectes aureus
- مرغ کشیش زرد, Euplectes capensis
- مرغ بیوه دم‌بادبزنی, Euplectes axillaris
- مرغ بیوه جبه‌زرد, Euplectes macroura
- مرغ بیوه بال‌سفید, Euplectes albonotatus
- مرغ بیوه طوق‌قرمز, Euplectes ardens
- مرغ بیوه مرداب, Euplectes hartlaubi
- مرغ بیوه کوهی, Euplectes psammacromius
- مرغ بیوه دم‌دراز, Euplectes progne
- مرغ بیوه جکسون, Euplectes jacksoni